# Неман (автозавод)
Филиал «Автосборочный завод „Неман“» ОАО «Минский завод колёсных тягачей» — белорусский автозавод по производству автобусов, газогорелочных блоков для водогрейных котлов и другой продукции, расположенный в городе Лиде Гродненской области.

## История
Организация была основана в мае 1984 года как Специальное конструкторско-технологическое бюро с опытным производством «Неман», а в открытой переписке называлась предприятием «п/я Ю-9923». В 1988 бюро было реорганизовано в Опытный завод «Неман», который был полностью введён в эксплуатацию в декабре 1990 года.
Предприятие создавалось Министерством радиопромышленности СССР в составе НПО «Агат» (ныне российский концерн «Моринформсистема-Агат») для сборки, регулировки, испытания, сдачи заказчику и гарантийного обслуживания полевых систем управления и прочей военной техники на колёсных шасси: так, на заводе начиняли спецаппаратурой кунги и бронетранспортёры. Однако с распадом СССР гособоронзаказ кончился, и в 1992 году в рамках трёхлетней программы Госкомпрома РБ завод начал конверсию военного производства, получив льготный кредит и перейдя на газовые горелки, вентиляторы и прочие товары народного потребления, а также производственно-техническую продукцию.
Одним из направлений в конверсии завода стало создание автосборочного производства автобусов городского типа по разработкам Ликинского автобусного завода. «Опытный завод «Неман» был определен головным предприятием по освоению и выпуску автобусов марки «ЛиАЗ-5256». В связи с отсутствием в республике предприятий, осуществляющих выпуск автобусов, данное направление было поддержано Министерствами промышленности, транспорта и коммуникаций, финансов Республики Беларусь.
1998 год – год начала работ по созданию белорусского автобуса «Неман-5201». С 2001 года заводом освоен выпуск городских и пригородных автобусов серии «Неман-5201». Автобус, разработанный конструкторским бюро завода совместно с «Национальным дизайн-центром» Республики Беларусь, являлся основным видом продукции завода. С декабря 2010 года ПРУП «ОЗ «Неман» преобразовано в ОАО «Лидские автобусы «Неман». На основании приказа Государственного военно-промышленного комитета Республики Беларусь, 1 апреля 2014 года ОАО «Лидские автобусы «Неман» реорганизвано путем присоединения к ОАО «МЗКТ» в филиал «Автосборочный завод «Неман» ОАО «МЗКТ».

## Продукция
В настоящее время завод выпускает автобусы Неман-4204 на собственном шасси, на данный момент — в пригородной модификации. В 2024 году была представлена туристическая версия. Также на предприятии осуществляются работы по ремонту автобусов.

Ранее завод выпускал автобусы на шасси Iveco Daily серии Неман-4202: туристические (Неман-420234), междугородные и пригородные (Неман-420224), городские (Неман-420211) и школьные (Неман-420238). В 2023 году на базе пригородной модели был выпущен электробус.

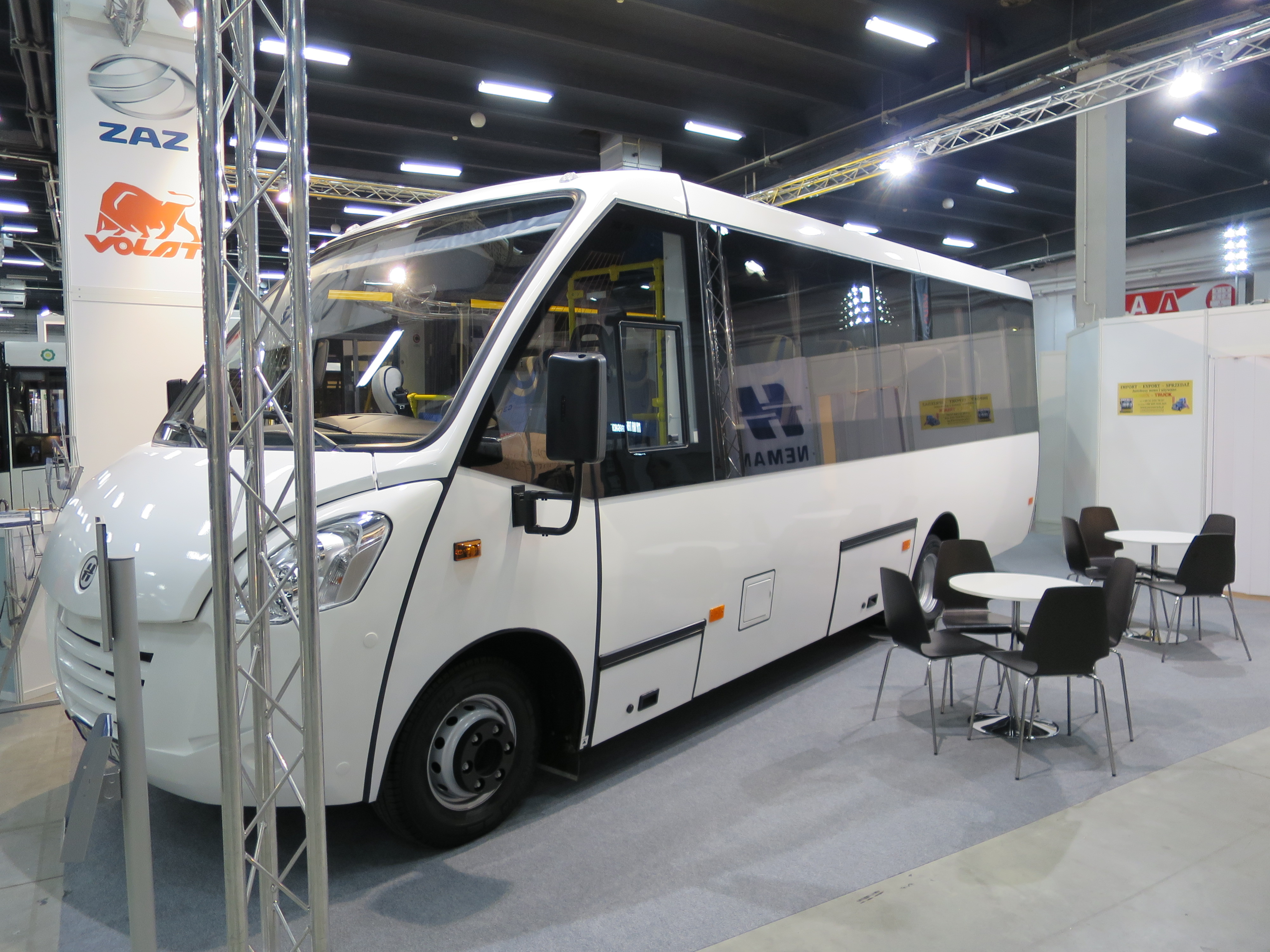
Неман-4202 на выставке в Кельце, Польша. 2016 год
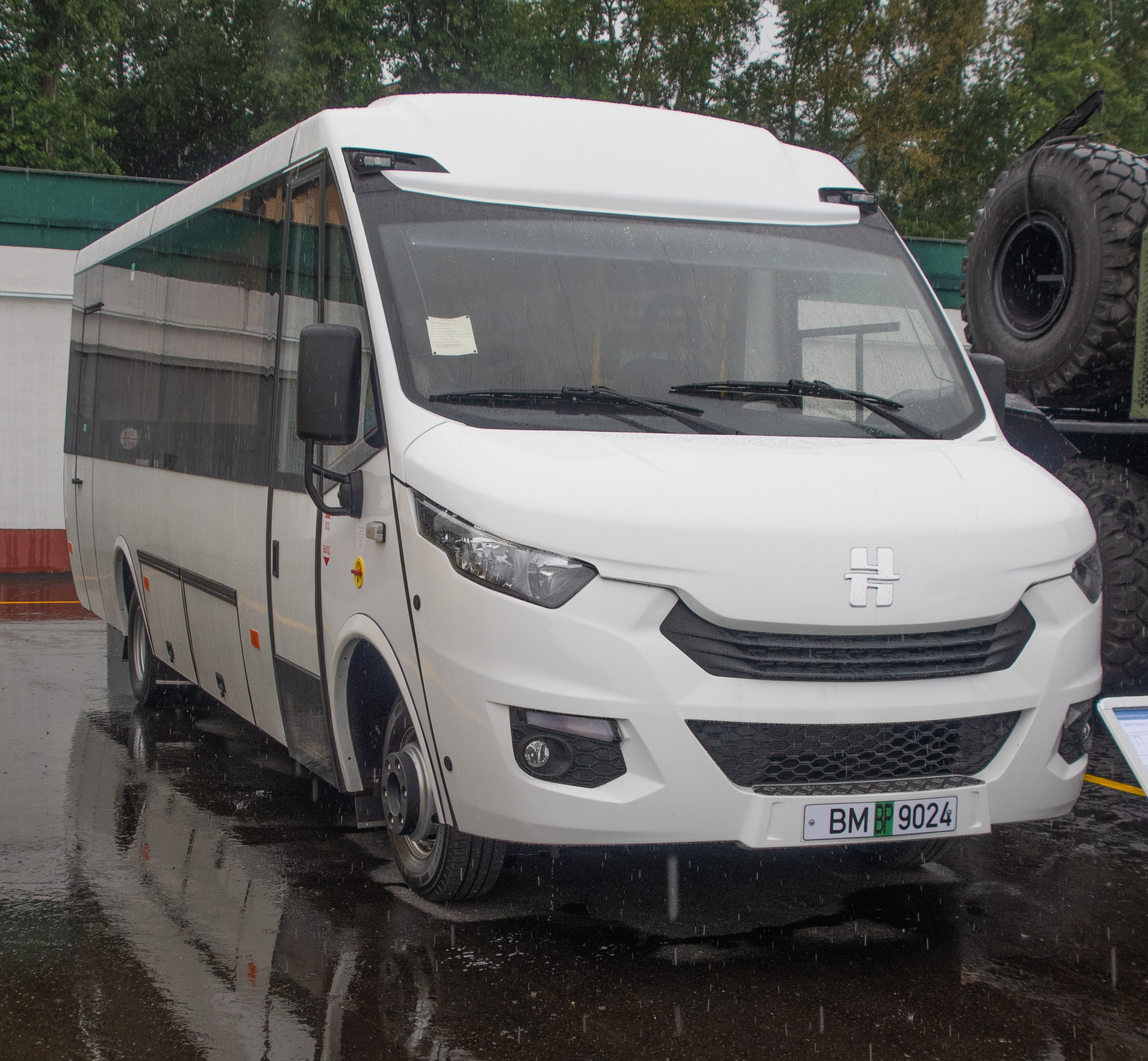
Пригородный автобус Неман-420234 на Дне открытых дверей в МЗКТ. 2019 год
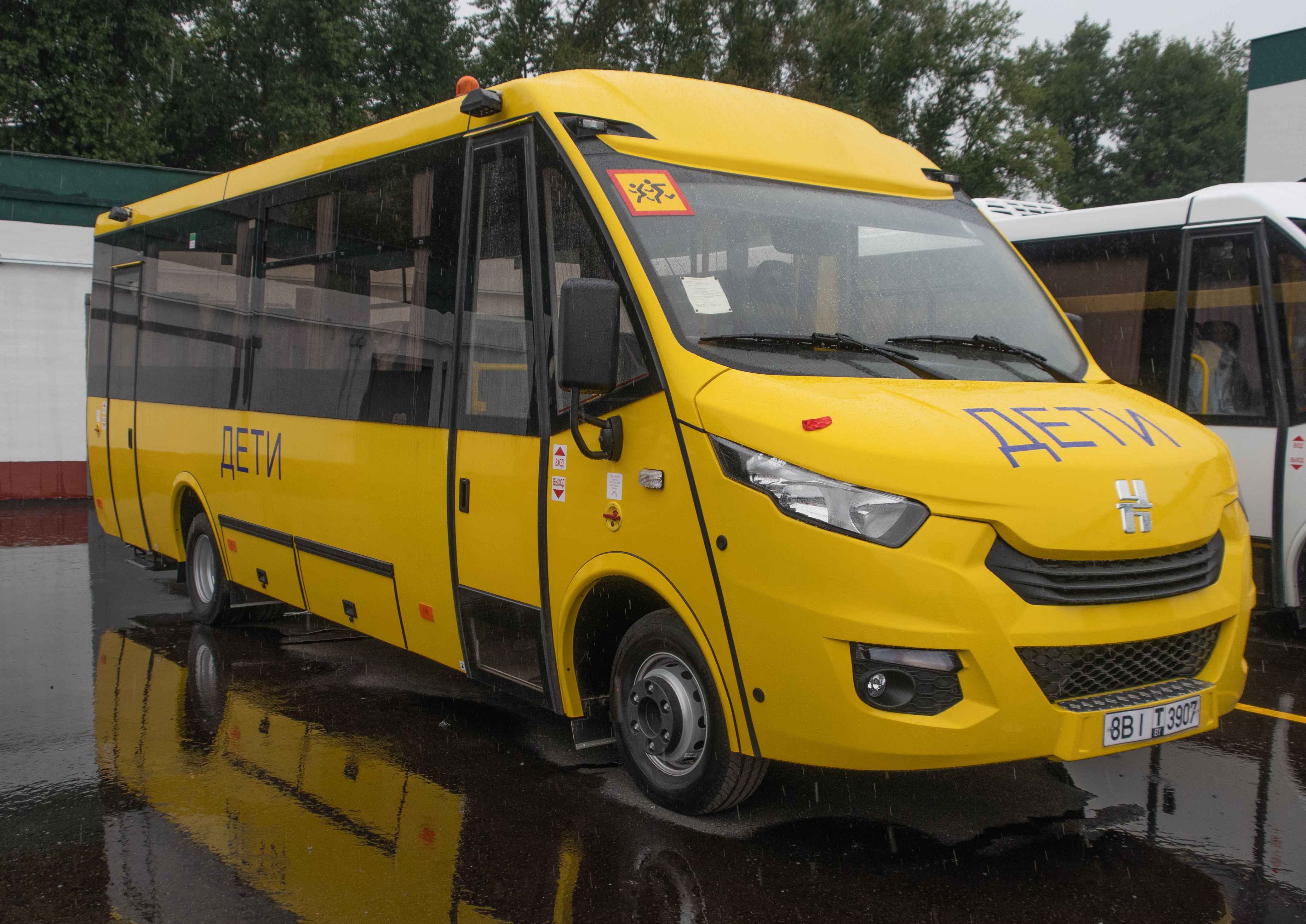
Школьный автобус Неман-420238 на Дне открытых дверей в МЗКТ. 2019 год

## Текущее положение
По состоянию на 2005 год на заводе работают 500 человек. В 2006 году «Неман» поставит белорусским заказчикам 120 автобусов, что на 38 % больше, чем в 2005.
В 2006 году на заводе особое внимание было уделено техническому перевооружению. Планируется закупить 13 наименований нового оборудования, в том числе современные станки с программным управлением и покрасочные камеры. Это позволит увеличить объёмы производства и улучшить качество выпускаемой продукции.
В 1 квартале 2007 года произведено 53 единицы автобусов, что на 82,8 % больше, чем в аналогичном периоде 2006 года. Всего в 2007 году завод планировал выпустить 210 автобусов различных модификаций, в том числе: 200 автобусов большого класса и 10 — малого класса. В марте 2007 года «Неман» выпустил юбилейный автобус под заводским номером 700.
В 2014 году в статусе филиала на автосборочном заводе выпустили партию погрузчиков, было налажено производство платформ для колесных тягачей. А в феврале 2015-го здесь завершили сборку первой бортовой машины для перевозки людей. Эта техника создавалась по заказу Государственного пограничного комитета Республики Беларусь, один из пилотных экземпляров проходил годовое испытание под Гродно.